# Вторичный сектор экономики
Вторичный сектор экономики – сектор в трёхсекторной модели экономики, которые включает обрабатывающую промышленность. Он охватывает отрасли, которые производят готовую, пригодную к употреблению продукцию или участвуют в строительстве.
Этот сектор обычно берет продукцию первичного сектора (т.е. сырье) и создает готовую продукцию, подходящую для использования другими предприятиями, для экспорта или для продажи внутренним потребителям (через распределение через третичный сектор). Многие из этих отраслей потребляют большое количество энергии и требуют заводов и оборудования; в зависимости от количества их часто классифицируют как легкие или тяжелые. Они также производят отходы и отходящее тепло, которые могут вызвать экологические проблемы или вызвать загрязнение (см. Отрицательные внешние эффекты). Примеры включают текстильное производство, автомобилестроение и кустарные промыслы.
Общество, существующее в условиях господствующего вторичного сектора экономики, называют индустриальным.
В экономике Западной Европы вторичный сектор всегда господствовал в первой половине XIX века (промышленная революция) и до начала периода после Второй мировой войны. Причиной перехода от экономики первичного сектора к экономике вторичного сектора являлось улучшение техники сельского хозяйства и других добывающих отраслей, что привело к повышению производительности труда. В связи с этим высвободились излишки рабочей силы и ресурсов, которые пошли на развитие промышленности (можно использовать такой образный пример: если раньше крестьянин своим трудом мог прокормить только себя и одного-двух человек, то в связи с ростом урожайности он мог прокормить большую группу людей, которые, таким образом, освобождались от необходимости работать в сельском хозяйстве).